# Hermann II de Thuringe
Hermann II, né le 28 mars 1222 et mort le 3 janvier 1241 à Creuzburg, fut landgrave de Thuringe de 1227 à sa mort.

## Biographie

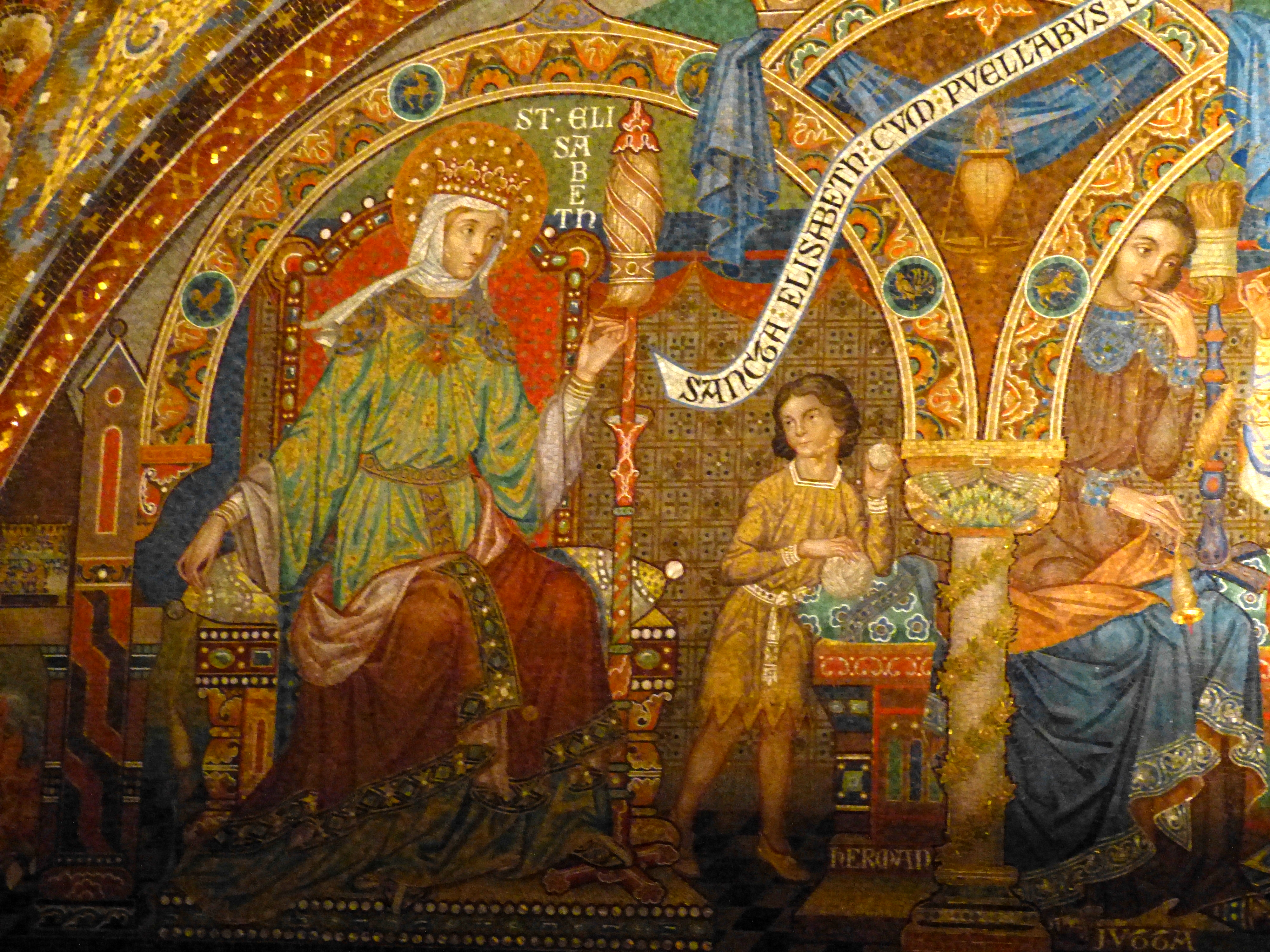
Mosaïque pariétale au château de la Wartbourg représentant Élisabeth et son jeune fils Hermann.

Né au château de Creuzburg sur la Werra, Hermann II est le seul fils du landgrave Louis IV de Thuringe (1200-1227) et de son épouse Élisabeth (1207-1231), fille du roi André II de Hongrie. Sa sœur Sophie (1224-1275) se marie au duc Henri II de Brabant.
Son père meurt sur la voie de la sixième croisade quand il a cinq ans et ses oncles Henri le Raspon et Conrad assument la régence pendant la minorité du jeune homme. Henri a chassé la veuve du château de la Wartbourg et il intrigue pour succéder officiellement à son défunt frère après la mort d'Elisabeth. Selon le biographe Jean de Joinville, Hermann s'est temporairement rendu à la cour de Louis IX et de sa mère, Blanche de Castille.
Déclaré majeur en 1239, Hermann II ne règne jamais effectivement et meurt deux ans plus tard. Une « légende noire » accuse son oncle de l'avoir empoisonné car la Cronica Reinhardsbrunnensis qui relève
sa mort le « IV Non Jan 1241 », précise qu'une certaine Bertha de Sebecke lui aurait administré un poison. Il est inhumé à l'abbaye bénédictine de Reinhardsbrunn.

## Mariage
En 1238 il est fiancé à Marguerite de Hohenstaufen (1241-1270), fille de l'empereur Frédéric II et de sa troisième épouse Isabelle d'Angleterre, mais le contrat est rompu dès l'année suivante.
Le 9 octobre 1239, il épousa Hélène (1231-1273), fille du duc Othon Ier de Brunswick. Le couple reste toutefois sans enfants. Veuve, Hélène de remaria avec le duc Albert Ier de Saxe.

## Source de la traduction
- (en) Cet article est partiellement ou en totalité issu de l’article de Wikipédia en anglais intitulé « Hermann II, Landgrave of Thuringia » (voir la liste des auteurs).